# 杉山正之
杉山 正之（すぎやま まさゆき、1871年3月21日（明治4年2月1日） - 1946年（昭和21年）1月5日）は、大日本帝国陸軍軍人。最終階級は陸軍少将。

## 経歴・人物
肥前国佐賀藩（現・佐賀県）出身。1893年（明治26年）陸軍士官学校第4期卒業。
1916年（大正5年）8月に福山連隊区司令官、1917年（大正6年）8月に陸軍歩兵大佐、1918年（大正7年）7月に歩兵第19連隊長を経て、1922年（大正11年）2月に陸軍少将に昇進と同時に待命、同年5月に予備役に編入した。

## 栄典
- 1894年（明治27年）5月1日 - 正八位[3]